# Kaori Iida
Kaori Iida (圭織 飯田 Iida Kaori, Hokkaidō, 8 de agosto de 1981) es una cantante y actriz japonesa asociada con el Hello! Project. 

## Biografía
Forma parte de la 1ª generación de Morning Musume,entrando en 1997 y graduada el 30 de enero de 2005.
El 6 de julio de 2007, se comunicó que Iida estaba embarazada de 2 meses y se casaría con un exmiembro de 7HOUSE. El 28 de noviembre de 2008 se anunció el fallecimiento de su hijo por insuficiencia renal crónica, el 27 de julio del mismo año.Iida celebró un servicio conmemorativo en septiembre para establecer sus cenizas.
Volvió al escenario en enero del 2009 para graduarse con todas las Elder.
Actualmente es actriz.

## Hello! Project groups
- Morning Musume (1997-2005)
- Morning Musume Tanjou 10nen Kinentai (2007)

1. Subgroups:

- Tanpopo (1998-2002)
- Morning Musume Otome Gumi (2003-2004)
- Hello! Project Akagumi (2005)

1. Shuffle Groups:

- 2000: Aoiro 7
- 2001: 10nin Matsuri
- 2002: Odoru 11
- 2003: 11WATER
- 2004: H.P. All Stars
- 2005: Puripuri Pink